# Lansford Spence
Lansford Spence, född 15 december 1982, är en friidrottare från Jamaica (sprinter).
Spence var med i det lag som tog brons vid VM i Helsingfors på 4 x 400 meter. Individuellt är hans främsta merit att han blev åtta i finalen på 400 meter vid samväldesspelen 2006.

## Personliga rekord
- 200 meter - 20,96
- 400 meter - 44,77